# Авиолет
Авиолет је била чартер авио-компанија са седиштем у Београду, Србија. Авиолет је био део Ер Србије, и користио је њену ИКАО и ИАТА ознаку. У својој последњој години пословања имао је флоту од 3 авиона Боинг 737-300 наслеђених од ЈАТ Ервејза. Обзиром на чињеницу да су први од ових авиона достављени још 1985. године, Авиолет бренд угашен је у фебруару 2021. године, када је Ер Србија донела одлуку да повуче из употребе и последње авионе овог типа, услед техничке застарелости. Од лета 2021. године, чартер саобраћај обавља се на авионима главне флоте Ер Србије. Најстарији авион из Авиолет флоте, са регистарском ознаком YU-AND, након повлачења из саобраћаја дониран је Музеју ваздухопловства.

## Дестинације
До маја 2019. године, Авиолет је летео на следећим дестинацијама (као сезонски чартер):
Србија
- Аеродром Никола Тесла Београд

Босна и Херцеговина
- Аеродром Бања Лука

Египат
- Аеродром Хургада
- Аеродром Шарм ел Шеик

Грчка
- Аеродром Елефтериос Венизелос Атина
- Аеродром Ханија
- Аеродром Крф
- Аеродром Ираклион
- Аеродром Карпатос
- Аеродром Кефалонија
- Аеродром Кос
- Аеродром Превеза
- Аеродром Родос
- Аеродром Самос
- Аеродром Санторини
- Аеродром Скијатос
- Аеродром Закинтос

Италија
- Аеродром Алгеро
- Аеродром Катанија
- Аеродром Ламеција Терме
- Аеродром Палермо

Шпанија
- Аеродром Палма де Мајорка

Тунис
- Аеродром Енфида—Хамамет

Турска
- Аеродром Анталија
- Аеродром Даламан
- Аеродром Милас—Бодрум

## Флота
По подацима од јуна 2019. године, флота Авиолета се састојала од три Боинга 737-300.
| Тип           | Укупно | Седишта |  |
| ------------- | ------ | ------- |  |
| Боинг 737-300 | 3      | 144     |  |